# John Oswald
John Oswald, (født ca. 1760, død 14. september 1793) var en skotsk filosof, forfatter, digter, social kritiker og revolutionær.

## Tidlige liv
Vi ved i dag meget lidt om Oswalds barn- og ungdom. Han blev født mellem 1755 og 1760 i Edinburgh. Hans far siges at have været ejer af et kaffehus eller være guldsmed. Han kom selv i lære som guldsmed. Det siges at Oswald var autodidakt og lærte sig selv latin og græsk, og senere arabisk.

## Oswald i Indien
Oswald tjente i den britiske hær som løjtnant i Royal Highland Regiment. Han blev først sendt til den amerikanske revolution og i 1780 til Malabarkysten i Indien. Oswalds møde med hinduistisk vegetarianisme i Indien fik stor indflydelse på hans filosofi, som han beskriver i The Cry of Nature or An Appeal to Mercy and Justice on Behalf of the Persecuted Animals, udgivet i 1791. Den betragtes som et vigtigt værk om vestlig vegetarisme.

## Tilbagevenden til Storbritannien
Oswald kunne nu ikke fortsætte i hæren. Han forlod den og vendte tilbage til Storbritannien i 1783, og begyndte som forfatter og social kritiker, samt redaktør på The British Mercury. Han skrev en skarp polemik til fordel for republikanisme, Review of the Constitution of Great Britain og en anti-religiøs pjece Ranae Comicae Evangelizantes: or the Comic Frogs turned Methodist, hvori han støttede ateisme.

## Oswald i Frankrig
Ved begyndelsen på den franske revolution rejste Oswald i 1789 til Paris og blev en af Jakobinerne. Der pressede han på for at Jakobinerne skulle være mere energiske i deres indblanding i britiske affærer og sagde, at en revolution i England var nødvendig for fred mellem de to nationer. Efter Oswalds ønske kom Jakobinerne i kontakt med en radikal organisation i Manchester. Ifølge nogle rapporter blev Oswald sendt til Irland for at tilbyde fransk støtte til en irsk revolution, men det bar ikke frugt.
I marts 1792 talte Oswald for bevæbning af masserne og begyndte at organisere en lille hær af sans-culottes i Paris. Ved den monarkistiske mod-revolution i La Vendée slog Oswalds hær til mod oprørerne. Oswald døde selv i slaget om Ponts-de-Cee 14. september 1793.

## The Cry of Nature
John Oswald mente som sin samtidige Rousseau, at det moderne samfund er i modstrid med menneskets natur. Oswald skrev i The Cry of Nature or an Appeal to Mercy and Justice on Behalf of the Persecuted Animals, at mennesket fra naturens side er udstyret med nåde og medlidenhed. Hvis alle skulle opleve døden af det dyr de spiste, mente Oswald at vegetarisme ville være langt mere udbredt. Opdelingen af arbejde tillader dog den moderne mand at spise kød uden at opleve tilskyndelsen af hans naturlige følsomhed, mens brutaliseringen af den moderne mand gjorde ham blind for disse følsomheder. Selv om Oswald gav medlidenhed en central plads i sin filosofi og var vegetar, var han ikke pacifist, som kan ses af at han døde i krig under den franske revolution.

## Værker
- Review of the Constitution of Great Britain, London 1784 (tredje udgave), Paris 1792
- Ranae Comicae Evangelizantes: or the Comic Frogs turned Methodist (som Sylvester Otway), 1786
- The Alarming Progress of French Politics, 1787
- Euphrosyne or an Ode to Beauty, London, 1788
- Poems, to which is added "The Humors of John Bull" an Operatic Farce, London 1789 (som Sylvester Otway)
- The Cry of Nature, or An Appeal To Mercy and Justice On Behalf of the Persecuted Animals, 1791. Online på AnimalRightsHistory.org. Genudgivet Edwin Mellen Press, 2000, redigeret af Jason C. Hribal, ISBN 0-7734-7668-7.
- La Tactique du Peuple, Paris, 179? (fransk)
- Le Gouvernment du Peuple, ou Plan de constitution pour la République universelle Arkiveret 1. februar 2022 hos  Wayback Machine, Paris, 1793. (fransk) De Volksregering, Of Oprichtingsplan Voor De Universele Republiek Arkiveret 17. marts 2007 hos  Wayback Machine hollandsk oversættelse af Roger Jacobs, februar 2003. Begge online på Athene: Webtijdschrift voor directe democratie Arkiveret 7. april 2007 hos  Wayback Machine, hollandsk webmagasin.
- The British Mercury, redaktør.

## Fodnoter
1. 1 2  "Scottish Regiments: Royal Highland Regiment" Scottish Military – Highland Regiments, af William Melven, M.A., Glasgow
2. 1 2 3  "John Oswale: De Eerst Theoreticus Van De Directe Democratie?" Arkiveret 17. marts 2007 hos  Wayback Machine ("John Oswald: Den første teoretiker for Direkte Demokrati?"), af Roger Jacobs, Athene, February 2003. (nederlandsk/hollandsk)
3. ↑  "An Historical Perspective on Being Vegetarian." Arkiveret 28. oktober 2006 hos  Wayback Machine, af Indira Nathan, Frances Robinson, Lynne Burgess og Allan Hackett, Centre for Consumer Education and Research, Liverpool John Moores University.